# Sånkkärrets naturreservat
Sånkkärrets naturreservat är ett naturreservat i Uppsala kommun i Uppsala län.
Området är naturskyddat sedan 2016 och är 41 hektar stort. Reservatet består av en stor glup omgiven av ädellövskog och det finns även rikkärr, sumpskog och  gammelskogsbestånd. 